# 일본의 텔레비전 애니메이션 목록/ㄴ
일본의 텔레비전 애니메이션 목록 (ㄴ)에서는 ㄴ으로 시작되는 제목의 일본의 애니메이션을 서술한다. 

## 나
- 나이트 위저드
- 날아라 방울방울 친구들
- 날아라! 호빵맨
- 내 여동생이 이렇게 귀여울 리가 없어
- 내일의 나쟈
- 나는 친구가 적다

## 냐
- 냥파이어

## 너
- 너와 나
- 너의 이름은

## 녀
- 없음

## 노
- 노 게임 노 라이프
- 노기자카 하루카의 비밀
- 노다메 칸타빌레
- 노라가미
- 논논비요리

## 뇨
- 없음

## 누
- 누라리횬의 손자

## 뉴
- 뉴게임!

## 느
- 늑대와 향신료
- 늑대소녀와 흑왕자

- 니세코이
- 닌자의 왕